# NGC 3329
NGC 3329 este o galaxie spirală situată în constelația Dragonul. A fost descoperită în 2 aprilie 1801 de către William Herschel. Se află la o distanță de 43,45 de megaparseci de Pământ.